# Grajski grič, Slovenj Gradec
Grajski grič je grič nad Starim trgom pri Slovenj Gradcu (530 m), kjer danes stoji cerkev sv. Pankracija. Prostor je bil poseljen že v mlajši in pozni bronasti ter mlajši železni dobi, ko je bilo tu gradišče, kar je enkraten primer v štajerskem vzhodnoalpskem prostoru. Iz obdobja zgodnjega srednjega veka so tu ostanki staroslovanskega skeletnega grobišča, na katerem so arheologi našli 136 grobov, v njih pa kar nekaj zanimivih predmetov. Od 11. stoletja dalje je na grajskem griču stala grajska stavba, ki je po omembah drugi najstarejši grad na slovenskem Štajerskem (listina Werianta de Greza iz leta 1091). Tu je bil sedež slovenjgraškega gospostva vse do konca 15. stoletja, ko je grad močno poškodovala ogrska vojska Matije Korvina. Obnova je grajsko kapelo kvadratne oblike spremenila v zanimivo cerkev, ki je s svojo stavbno strukturo, arheološkimi ostanki, monumentalnim antičnimm stebrom, ločenim zvonikom (ki je nastal iz osrednjega grajskega stolpa) in različnimi poslikavami posebnost v širšem evropskem prostoru.